# 性菌毛

细菌接合的示意图。1-供体细胞产生性菌毛。2-性菌毛连上受体细胞，使两细胞连在一起。3-流动的质粒被剪切后，一小段DNA被转移到受体细胞。4-两个细胞重新将质粒绕成圈，合成第二条链条，性菌毛再生。这时，两个细胞都能提供质粒了。

菌毛（拉丁文pilus，複數pili）是一些细菌（包括革蘭氏陰性菌和革蘭氏阳性菌）表面的毛狀物，可用於和其他同種细菌細胞接合（conjugation）。
菌毛的主体由蛋白质“菌毛蛋白（pillin）”通过聚合作用（polymerisation）形成，当然其它蛋白，如菌毛与细胞膜结合处的蛋白质（anchoring proteins）和促进菌毛组合蛋白质在菌毛的结构与形成中也有重要作用。
可以带给细菌接合能力的质粒一般携带有性菌毛的基因，一般不同的质粒所携带的性菌毛的基因有所不通，但有的却非常相似。在最著名的F质粒中，性菌毛及相关蛋白质由tra操纵子（tra operon）编码。
大量的实验证据显示，接合時，性菌毛与与接受细胞（recipient cell）上的受体蛋白（receptor protein）结合，去聚合（depolymerisation）作用产生，性菌毛缩短，将兩個細胞拉近，细胞与细胞间建立起一道細胞質的橋梁，質粒可通過這道橋轉移到另一个细胞中。交換質粒可使細胞獲得新的功能，如抗生素抗性。这个过程极为复杂，其中涉及的蛋白质和过程还处于研究之中。
與普通菌毛（拉丁文fimbria）不同，性菌毛通常較长，且一個細胞表面只有一個或少數幾個性菌毛。